# Ted (película)
Ted es una película estadounidense de comedia de fantasía dirigida por Seth MacFarlane y protagonizada por Mark Wahlberg, Mila Kunis y MacFarlane. El rodaje comenzó en mayo de 2011 en Boston y Swampscott, Massachusetts. La película fue producida por Media Rights Capital y distribuida por Universal Pictures. MacFarlane debuta como director al frente de la producción.
La película fue estrenada el 29 de junio de 2012 por Universal Pictures. Las críticas fueron mixtas; elogiando la dirección y actuación vocal de MacFarlane, las actuaciones de  Wahlberg y  Kunis, los efectos visuales, los chistes de doble sentido y la banda sonora de  Murphy, pero teniendo críticas por su guion; aun así el público adulto la disfrutó mucho y le generó 549 millones USD de ganancia, en contra de un presupuesto de 69 millones USD, siendo un éxito rentable. Ted recibió una nominación a los Premios Óscar de 2013 por  Mejor Canción Original aunque la perdió contra Skyfall.

## Argumento
En 1985, John Bennett, de 8 años, es un hijo único sin amigos que vive en Norwood, Massachusetts, un suburbio de Boston. Él deseaba que su nuevo regalo de Navidad, un osito de peluche gigante llamado Ted, cobre vida y se convierta en su mejor amigo. El deseo coincide con una estrella fugaz y se hace realidad, para el breve horror de sus padres. Se corre la voz y Ted se convierte brevemente en una celebridad.
27 años después, John, que ahora tiene 35, y Ted siguen viviendo en Boston, y siguen siendo fieles compañeros que disfrutan de una vida hedonista. John está saliendo con Lori Collins, a quien conoció en un club de baile. A medida que se acerca su cuarto aniversario, Lori espera casarse con John, pero siente que él no puede seguir adelante en la vida con Ted cerca. John duda en hacer que Ted se vaya, pero lo convencen de actuar cuando encuentran a Ted en casa con un grupo de prostitutas, una de las cuales defeca en el suelo, después de su cena de aniversario.
John encuentra a Ted su propio apartamento y un trabajo en una tienda de comestibles, donde Ted comienza a salir con su compañera de trabajo, Tami-Lynn. Lori se entera de que John se ha estado saltando el trabajo, usándola como excusa, para continuar pasando la mayor parte del tiempo con Ted a regañadientes. John y Lori son invitados a una fiesta organizada por el mánager mujeriego de Lori, Rex, pero Ted atrae a John a una fiesta en su apartamento con la oferta presionada de conocer a Sam J. Jones, la estrella de su película favorita, Flash Gordon. John tiene la intención de quedarse solo unos minutos, pero queda atrapado en la ocasión. Lori encuentra a John allí y rompe furiosamente con él. Devastado, John culpa a Ted airadamente por arruinar su vida y lo repudia.
John y Ted se enfrentan entre sí por su amistad arruinada y luego pelean, pero logran reconciliarse después de una pelea violenta en la habitación de hotel de John (John es aplastado por un televisor). Para reparar la relación de John con Lori, Ted hace arreglos para que una vieja amante, la cantante Norah Jones, la ayude y haga que John exprese su amor por Lori con una canción durante su concierto al que asisten Lori y Rex. John hace una interpretación desafinada del tema principal de  Octopussy, All Time High, de Rita Coolidge, y es abucheada fuera del escenario. Lori se conmueve por el intento y regresa a su apartamento, donde Ted confiesa su papel en la recaída de John y se ofrece a dejarlos solos para siempre si habla con John.
Lori está convencida, pero Ted es secuestrado por Donny, un acosador mentalmente inestable que idolatraba a Ted desde que era niño. Donny planea convertir a Ted en el nuevo juguete de su brutal hijo, Robert. Ted logra alcanzar un teléfono para comunicarse con John, pero Donny y Robert lo recapturan de inmediato. Al darse cuenta de que Ted está en peligro, John y Lori localizan la residencia de Donny y lo rastrean para rescatar a Ted. La persecución conduce a todos a Fenway Park, donde John golpea a Robert, dejándolo inconsciente, pero durante la persecución, Ted se daña y cae al campo, destrozado por la mitad. Llegan dos coches de policía, lo que obliga a Donny a huir. John y Lori recogen el relleno de Ted, y Ted transmite su deseo de que John sea feliz con Lori, antes de que la magia de Ted se desvanezca y lo convierta en un oso de peluche normal nuevamente.
No dispuestos a perder a Ted, John y Lori, angustiados, regresan corriendo a su apartamento e intentan sin éxito reparar a Ted. Sintiéndose triste por su participación en el incidente, Lori le pide un deseo a una estrella fugaz mientras John está dormido. A la mañana siguiente, Ted revive como resultado del deseo (aunque al principio, finge tener un retraso mental) y se reúne con John y Lori, alentándolos a reanudar su relación. John finalmente le propone matrimonio a Lori y ella acepta. Algún tiempo después, John y Lori están casados (con Sam Jones como ministro presidente), y Ted acepta cómodamente tener una vida propia, mientras él y Tami-Lynn continúan su historia de amor.
El narrador de la película proporciona lo siguiente; Sam Jones intenta reiniciar su carrera y se muda a un estudio con Brandon Routh (quien protagonizó la "horrible película de Superman"). Rex abandona su búsqueda de Lori, cae en una profunda depresión y muere de la enfermedad de Lou Gehrig. Donny es arrestado por el Departamento de Policía de Boston por secuestrar a Ted, pero se retiran los cargos por la estupidez general de la situación. Robert contrata a un entrenador personal, pierde una cantidad significativa de peso y se convierte en Taylor Lautner.

## Reparto
| Actor             | Personaje                         | Doblaje hispanoamericano | Doblaje español         |
| ----------------- | --------------------------------- | ------------------------ | ----------------------- |
| Mark Wahlberg     | John Bennett                      | Gerardo García           | Daniel García           |
| Mila Kunis        | Lori Collins                      | Jessica Ortiz            | Adelaida López          |
| Seth MacFarlane   | Ted (Voz)                         | Joaquín Cosío            | Santi Millán            |
| Giovanni Ribisi   | Donny                             | Christian Strempler      | Iván Muelas             |
| Jessica Barth     | Tami-Lynn / "La Vane" (en España) | Carla Castañeda          | Isacha Mengíbar         |
| Jessica Stroup    | Tracy                             |                          |                         |
| Joel McHale       | Rex                               | Raúl Anaya               | Eduardo Gutiérrez       |
| Ryan Reynolds     | Jared                             | Arturo Mercado Jr.       | José María Gómez        |
| Matt Walsh        | Thomas (Jefe de John)             | Rolando de Castro        | Luis Mas                |
| Bill Smitrovich   | Frank Stevens, Jefe de Ted        | José Luis Orozco         | Roberto Cuenca Martínez |
| Patrick Warburton | Guy                               | Enrique Cervantes        | Abraham Aguilar         |
| Laura Vandervoort | Tanya Terry                       |                          | Pilar Martín            |
| Aedin Mincks      | Robert                            | Alan García              |                         |
| Ralph Garman      | Padre de John                     | Carlo Vázquez            | Fernando de Luis        |
| Alex Borstein     | Madre de John                     | Kerygma Flores           | María Jesús Varona      |
| Bretton Manley    | John de joven                     | Ángel García             | Rodrigo Ovejero         |
| Robert Wu         | Asiático Ming                     | Arturo Castañeda         | Eduardo Bosch           |
| Norah Jones       | Ella misma                        | Toni Rodríguez           | Olga Velasco            |
| Sam J. Jones      | Él mismo                          | Octavio Rojas            | José Antonio Ceínos     |
| Tom Skerritt      | Él mismo                          | José Luis Orozco         | Juan Antonio Gálvez     |
| Ted Danson        | Él mismo                          | Humberto Solórzano       | Fernando de Luis        |
| Patrick Stewart   | Narrador                          | Francisco Colmenero      | Víctor Agramunt         |
| ¿?                | Él mismo                          | Eduardo Tejedo           | ¿?                      |
| ¿?                | Él mismo                          | Mario Arvizu             | ¿?                      |
| ¿?                | Él mismo                          | Moisés Iván Mora         | ¿?                      |

## Banda sonora
1. Everybody Needs a Best Friend, por Norah Jones.
2. The Power of Wishes, por Walter Murphy.
3. Thunder Buddies for Life, por Walter Murphy.
4. John & Lori at Work / A Walk in the Park, por Walter Murphy.
5. Magical Wish, por Walter Murphy.
6. Rex's Party (Everybody Needs a Best Friend), por Walter Murphy.
7. The Breakup, por Walter Murphy.
8. Never Be Scared of Thunder Again, por Walter Murphy.
9. Ted Is Captured / Raiders of the Lost Ark, por Walter Murphy.
10. The Car Chase / Fenway Pursuit, por Walter Murphy.
11. Climbing the Tower / She's Your Thunder Buddy Now, por Walter Murphy.
12. Saving Ted / Lori's Wish, por Walter Murphy.
13. The Proposal / The Wedding, por Walter Murphy.
14. End Titles, por Walter Murphy.
15. Flash's Theme, por Queen.
16. Sin, por Daphne.
17. Only Wanna Be with You, por Hootie and the Blowfish.
18. Come Away with Me, por Norah Jones.
19. All Time High (de la película Octopussy), por Rita Coolidge.
20. I Think We're Alone Now, por Tiffany.
21. Stayin' Alive, por Bee Gees.

## Recepción

### Taquilla
Ted recaudó en su primer fin de semana en Estados Unidos $54 415 205 dólares tras su estreno en 3239 cines de todo el país. A nivel nacional recaudó $218,815,487 en EE. UU., y $284,200,000 en el mercado internacional, sumando un total de $503,015,487, siendo la película más taquillera de Universal Pictures en 2012, por delante de Snow White and the Huntsman y Battleship, y la 12.ª película más taquillera de 2012.

### Crítica
Las críticas fueron en su mayoría positivas haciendo hincapié en el trabajo de MacFarlane al igual que en las actuaciones de Wahlberg. El sitio web Rotten Tomatoes dio una puntuación del 69% en un total de 223 críticas y una nota media de 6,4/10. Entre la comunidad hubo cierto consenso sobre el conflicto entre romance y humor en la película, la cual fue entretenida a pesar del inconsistente guion.
En Metacritic, la película obtuvo un 62% de nota en un total de 37 críticas que resultaron favorables. Roger Ebert calificó a Ted con 3,5 de 4 estrellas y declaró que "es el mejor argumento cómico que se ha hecho hasta ahora [este año]" y alabó el hecho de que no resultase soporífera.

## Secuela
La secuela de la película, Ted 2, fue estrenada el 26 de junio de 2015 y estuvo dirigida por Seth MacFarlane. En el reparto se encuentran nuevamente Seth MacFarlane como Ted y Mark Wahlberg como John Bennett.

## Televisión
En junio de 2021, se anunció que Peacock había ordenado la realización de una serie de televisión basada en la película original. Se trata de una coproducción entre Universal Content Productions y MRC Television, con MacFarlane y Erica Huggins como productores ejecutivos. La serie se estrenó el 11 de enero de 2024.

## Premios

### Premios Óscar
| Año  | Categoría                                   | Música/Letra                  | Resultado |
| ---- | ------------------------------------------- | ----------------------------- | --------- |
| 2012 | Mejor canción Everybody Needs a Best friend | Walter Murphy Seth MacFarlane | Nominada  |